# Rodrigue Munsi
Rodrigue Munsi Kaniki (11 novembre 1997) è un cestista della Repubblica Democratica del Congo.

## Carriera
Con la RD del Congo ha disputato i Campionati africani del 2021.